# 獅子座86
獅子座86，又名BD+19 2459，HD 100006、SAO 99637、HR 4433，是獅子座的一颗恒星，视星等为5.52，位于銀經233.76，銀緯69.44，其B1900.0坐标为赤經11h 25m 15.9s，赤緯+18° 69.44′ 38″。